# Cyril Bunting Rogers-Wright
Cyril Bunting Rogers-Wright (1905, Freetown - 1971, Irlande) est un avocat et homme politique sierra-léonais, fondateur d’un important parti d’opposition au Sierra Leone : l’United Sierra Leone Progressive Party. Il joue un rôle important dans la politique du Sierra Leone pré-indépendant.

## Biographie

### Jeunesse et études
Cyril Bunting Rogers-Wright est né à Freetown en 1905. Il part étudier le droit en Grande-Bretagne et à son retour au Sierra Leone, il ouvre un cabinet privé et entame une brillante carrière d’avocat. Il sera même considéré comme l’un des meilleurs du pays. C'est également à cette époque qu'il commence à développer un intérêt pour la politique.

### L’United Sierra Leone Progressive Party
En juin 1954 il fonde avec Isaac Théophilus Akunna Wallace-Johnson l’United Sierra Leone Progressive Party (UPP) qu’il dirige jusqu’à sa dissolution. L’UPP, dont le principal outil politique est le journal Shekpendeh créé en 1956 par Cyril Rogers-Wright, avance que les deux principaux partis politiques du pays, le Sierra Leone People’s Party (SLPP) et le National Council of the Colony of Sierra Leone (NCC) ne sont plus en fonction de répondre aux besoins du pays dans cette période de troubles, le pays cherchant à obtenir l'indépendance.
Au niveau des actions politiques, l’UPP, qui recrute aussi bien parmi les modérés que parmi les radicaux susceptibles de s’opposer à la structure traditionnelle du pouvoir, réclame le suffrage universel et propose la création d’une seconde chambre principalement pour les chefs.
Lors des émeutes de 1955/56, le parti joue également une part dans l’excitation des populations qui à cette période sont confrontées à une baisse des salaires et à une augmentation des coûts, Cyril Rogers-Wright fait notamment jouer son crédit en conseillant les personnes impliquées dans ces troubles. Le parti sut exploiter ces émeutes, qui demandèrent l’intervention de l’armée qui les réprimèrent dans le sang, à des fins politiques.
À la fin des années 1950, l’UPP est devenu l’un des plus importants partis d’opposition à la chambre des représentants. Cyril Rogers-Wright parvient à gagner un siège dans la circonscription de Port Loko en 1957 et est ainsi le premier créole à gagner un siège sous le protectorat britannique. Dans le même temps, le siège de la circonscription électorale du Nord Moyamba a été gagné, marquant ainsi l’apogée de l’UPP.
Le déclin de l’UPP s’amorce lorsque M. A. Tarasid quitte le parti pour rejoindre le SLPP et  accuse l’UPP de l’avoir discriminé au profit d’un créole. Après 1959, les membres de l’UPP rompent tout lien avec le parti, déclarant que la direction de Cyril Rogers-Wright n’est plus tolérable, et en créent un nouveau, l’Independent Progressive Party (IPP) avec Valesius Neal-Caulker comme dirigeant du parti.

## Carrière ministérielle
Après la dislocation de l’UPP, Cyril Rogers-Wright rejoint l’United Front Coalition (UFC), créé afin de négocier l’indépendance du Sierra Leone, et est nommé à la tête du ministère des logements et de l’aménagement du territoire de 1960 à 1962.
Aux élections de 1962, il est élu à la circonscription de Wilberforce et nommé à la tête du ministère des affaires étrangères puis de 1964 à 1965 il exerce la fonction de ministre de la santé.Lorsque l’UFC se divise en deux parties, Cyril Rogers-Wright se sépare du gouvernement et rejoint le All People's Congress, parti rival de l'UFC créé par Siaka Stevens en juin 1960 et dirigé par ce dernier, pour qui il gagne un siège à la circonscription de Wilberforce. Ce sera sa dernière fonction politique.

## Coups d’état de 1967
L'année 1967 est une période assez mouvementée dans l'histoire du pays, un premier coup d’état militaire, mené par David Lansana, a lieu juste après l’élection de Siaka Stevens et est suivi le 24 mars d’un second coup d’état dirigé cette fois par Charles Blake. Durant cette période, Cyril Rogers-Wright est brièvement emprisonné par la junte militaire.
Il est relâché et en 1968, quand le pouvoir civil parvient à reprendre la direction du pays, il dirige les procès pour trahison, à l’encontre des responsables des troubles, qui durèrent jusqu’en 1970.
L’année suivante il tombe malade et décède en Irlande. Son corps est rapatrié et enterré à Freetown.